# 崖县球兰
崖县球兰（学名：Hoya liangii）是夹竹桃科球兰属的植物，是中国的特有植物。分布在中国大陆的海南等地，常生于路旁疏林中，目前尚未由人工引种栽培。